# Arnhem Mode Biënnale

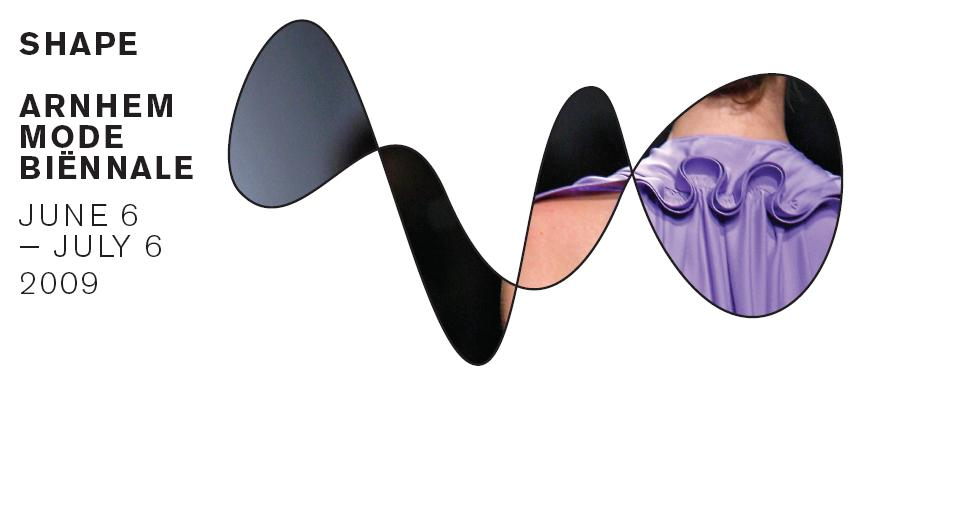

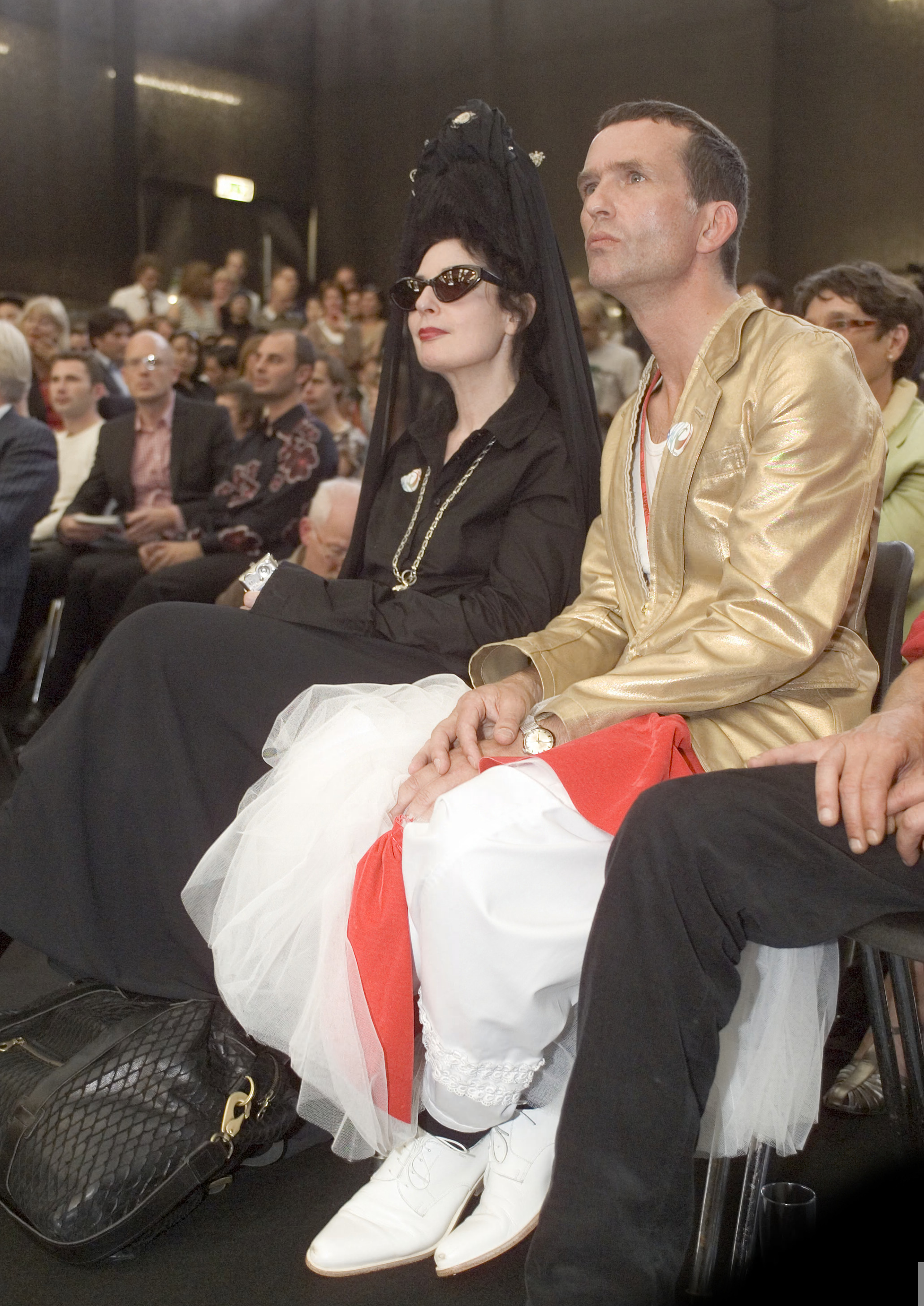
Mode-illustrator Pieter 't Hoen alias Piet Paris op de Mode Biënnale Arnhem in 2007

De Arnhem Mode Biënnale was van 2005 tot 2013 een biënnale in Arnhem op het gebied van Nederlandse mode.

## Geschiedenis
In 2003 werd op initiatief van de gemeente Arnhem en ArtEZ de Stichting Arnhem Mode Biënnale opgericht om de Nederlandse mode te bevorderen en (inter)nationaal te promoten. Waar in het buitenland organisaties zich vooral richtten op de economische kant van mode, richtte deze biënnale zich sterk op de culturele, sociale en maatschappelijke invloed van mode.
In 2005 kwam onder de artistieke leiding van Piet Paris de eerste en meteen succesvolle Biënnale tot stand, met als thema Mode is overal. Een groep jonge Nederlands ontwerpers kreeg de mogelijkheid hun ontwerpen te presenteren in een niet gangbare tentoonstellingsvorm. Mode werd gecombineerd met een ervaring der elementen en seizoenen: regen, wind, ijs, zon. Het evenement nam een breed publiek mee door middel van een aanvullend theoretisch programma, publicaties, stadsprogramma en publieksevenementen.
Voor de tweede Biënnale in 2007 met het thema Happy waren 150 nationale en internationale ontwerpers en kunstenaars uitgenodigd. De tentoonstellingsruimte bedroeg in totaal meer dan 10.000 m² waar de bezoeker kon opgaan in meer dan vijftig programmaonderdelen, onder andere interdisciplinaire programma’s (dans, film, poëzie, performance) en buitententoonstellingen. Ook trad de Biënnale met deze editie buiten de grenzen van Arnhem met tentoonstellingen in CODA (Apeldoorn) en Kröller-Müller Museum. Het aantal betalende bezoekers groeide van 12.500 naar 25.000.
In 2009 was dit aantal doorgegroeid naar 31.000. Deze laatste editie onder de artistiek leiding van Piet Paris tilde met het thema SHAPE de beleving letterlijk naar een hoger plan: de Biënnale belichtte de werkwijzen van internationale modeontwerpers in negen paviljoens die zich op een hoogte van vijf meter boven de grond bevonden. Daarnaast waren er tentoonstellingen in de Sint-Eusebiuskerk en daarbuiten. De derde editie kreeg zowel in de nationale als internationale pers lof voor de kwaliteit en inhoud.
Voor de editie van 2011 kwam het stokje van het artistiek leiderschap in handen van JOFF (Joffrey Moolhuizen). Door zijn visie op mode zag de organisatie hem als waardige opvolger van Piet Paris: ‘Mode is meer dan kleding op een pop of gedragen door een model. Mode kent ontelbare verschijningsvormen. Na het succes van de derde editie ‘SHAPE’ wil ik met de vierde editie in 2011 van de Arnhem Mode Biënnale een totaalervaring presenteren, waarmee we internationaal nog meer indruk kunnen maken’. De editie van 2011 kreeg een personage aangemeten in de vorm van Amber, een personificatie die de mode een gezicht moest geven.
De laatste Biënnale in 2013 had als thema Fetishism in Fashion, met als curator Lidewij Edelkoort. Mede door de tekorten ontstaan in 2011 was dit tevens de laatste editie.